# NK Imotski 1991
Hrvatski nogometni klub Imotski 1991 (HNK "Imotski 1991"; Imotski 1991; Imotski 91) je nogometni klub iz Imotskoga, Splitsko-dalmatinska županija, Republika Hrvatska. 
 
U sezoni 2020./21. klub se natječe u 2. ŽNL Splitsko-dalmatinskoj, ligi petog stupnja hrvatskog nogometnog prvenstva. 

## O klubu
HNK "Imotski 1991" je osnovan u ljeto 2017. godine, kada je skupina bivših i trenutnih djelatnika, igrača i članova NK "Imotski", nezadovoljna stanjem u klubu, osnovala novi klub - "Imotski 1991" (1991. godine je osnovan NK "Imotski"). 

Klub je započeo s radom s mlađim kategorijama, te su djelovali na stadionu "Gospin dolac". 
 
 
2019. godine, nakon duljih pregovora i nesuglasica dolazi do suradnje klubova NK "Imotski" i HNK "Imotski 1991", te tako NK "Imotski" dolazi do više igrača u mlađm kategorijama. 
 
 
U ljeto 2021. godine dolazi do novog razlaza NK "Imotski" i NK "Imotski 1991" kojemu je onemogućeno treniranje i korištenje stadiona. 

 

HNK "Imotski 1991" nanovo formira mlađe selekcije te osniva seniorsku ekipu koja u sezoni 2021./22. počinje s igranjem u "2. ŽNL Splitsko-dalmatinskoj". 

 
 
Kako je klubu onemogućeno korištenje gradskog stadiona "Gospin dolac", klub za treniranje koristi malonogometno igralište "Joško Novović Tuta" u Imotskom, te terene okolnih nogometnih klubova. 
 
Seniorska momčad za igranje utakmica koristi igralište "Šarampov" u Donjem Prološcu. 

U travnju 2022. godine klub mijenja svoj naziv iz NK Imotski 1991 u Hrvatski nogometni klub (HNK) Imotski 1991.

## Uspjesi
Osvojeno prvenstvo pionirske i kadetske momčadi u sezoni 2017./18.

Osvojeno preko 20 memorijalnih, lokalnih, međunarodnih turnira.

## Pregled plasmana po sezonama
| sezona       | rang lige    | liga                        | dio          | poz.         | klubova u ligi | ut           | pob          | ner          | por          | gol+         | gol-         | bod          | napomene     | izvori       |
| Imotski 1991 | Imotski 1991 | Imotski 1991                | Imotski 1991 | Imotski 1991 | Imotski 1991   | Imotski 1991 | Imotski 1991 | Imotski 1991 | Imotski 1991 | Imotski 1991 | Imotski 1991 | Imotski 1991 | Imotski 1991 | Imotski 1991 |
| ------------ | ------------ | --------------------------- | ------------ | ------------ | -------------- | ------------ | ------------ | ------------ | ------------ | ------------ | ------------ | ------------ | ------------ | ------------ |
| 2021./22.    | V.           | 2. ŽNL Splitsko-dalmatinska |              |              | 11             |              |              |              |              |              |              |              |              |              |
|              |              |                             |              |              |                |              |              |              |              |              |              |              |              |              |
|              |              |                             |              |              |                |              |              |              |              |              |              |              |              |              |

## Poznati igrači
- Ante Aračić

## Vanjske poveznice
- NK Imotski 91, facebook stranica
- (engl.) sofascore.com, NK Imotski 1991
- (engl.) tipsscore.com, NK Imotski 1991  Arhivirana inačica izvorne stranice od 29. rujna 2021. (Wayback Machine)
- sport-imotski.com, NK Imotski 91  Arhivirana inačica izvorne stranice od 26. prosinca 2021. (Wayback Machine)